# سانتياغو سالسيدو
سانتياغو سالسيدو (بالإسبانية: Santiago Salcedo)‏ (مواليد 6 سبتمبر 1981) هو لاعب كرة قدم. يلعب مع منتخب باراغواي لكرة القدم منذ عام 2003.

## وصلات خارجية
- سانتياغو سالسيدو على موقع الاتحاد الدولي (مؤرشف)  (الإنجليزية)
- سانتياغو سالسيدو على موقع اتحاد تركيا (لاعب) (الإنجليزية)
- سانتياغو سالسيدو على موقع رابطة كرة القدم اليابانية للمحترفين (اليابانية)
- سانتياغو سالسيدو على موقع إي إس بي إن إف سي (الإنجليزية)
- سانتياغو سالسيدو على موقع قاعدة بيانات كرة القدم.إي يو (الإنجليزية)
- سانتياغو سالسيدو على موقع ناشيونال فوتبول تيمز (الإنجليزية)
- سانتياغو سالسيدو على موقع Soccerway.com (الإنجليزية)
- سانتياغو سالسيدو على موقع عالم كرة القدم.نت (الإنجليزية)
- سانتياغو سالسيدو على موقع كووورة
- National Football Teams